# Soluções baseadas na natureza

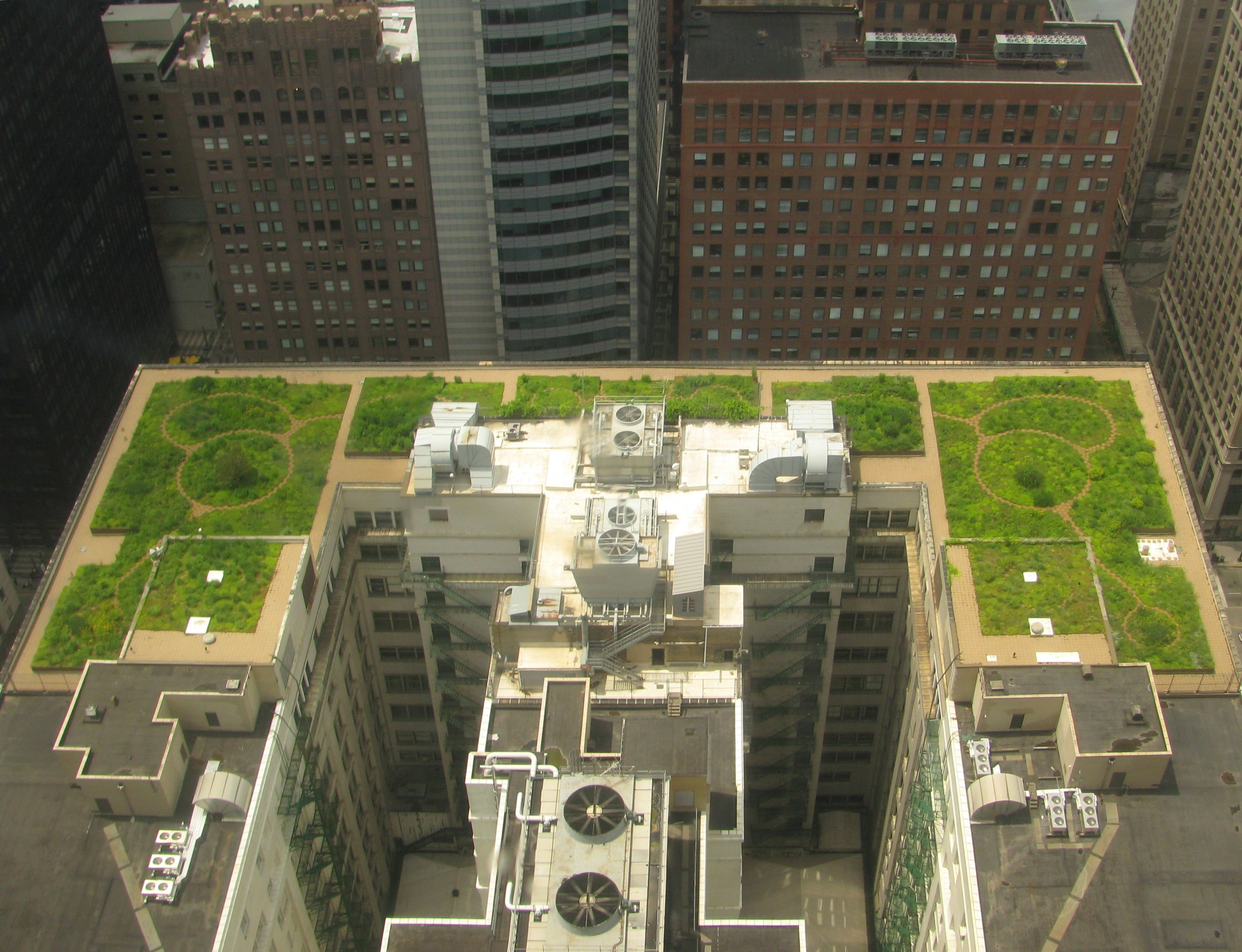
Telhado verde da Prefeitura de Chicago.

O termo soluções baseadas na natureza (SbN) refere-se à gestão e uso sustentável de recursos e processos naturais para enfrentar os desafios socioambientais. Esses desafios incluem questões como mudança climática, segurança hídrica, poluição da água, segurança alimentar, saúde humana, perda de biodiversidade e gestão de risco envolvendo desastres. Geralmente as SbN são contrapostas às chamadas soluções de infraestrutura cinza, que remete a obras tradicionais de engenharia civil (que envolvem quase sempre concreto ou cimento, daí o nome "cinza"). 
A definição de SbN da Comissão Europeia afirma que essas soluções são "inspiradas e apoiadas pela natureza, são econômicas, fornecem simultaneamente benefícios ambientais, sociais e econômicos e ajudam a criar resiliência. Tais soluções trazem mais e mais diversos recursos e processos naturais para cidades e paisagens, por meio de intervenções sistêmicas e eficientes em termos de recursos e localmente adaptadas". Em 2020, a definição da CE foi atualizada para enfatizar ainda mais que “as soluções baseadas na natureza devem beneficiar a biodiversidade e apoiar a prestação de uma série de serviços ecossistêmicos”. Por meio do uso de SbNs, ecossistemas saudáveis, resilientes e diversos (sejam naturais, gerenciados ou recém-criados) podem fornecer soluções para o benefício das sociedades e da biodiversidade geral. Os projetos de investigação e inovação em SbNs financiados pelo Programa-Quadro da UE são obrigados a  cumprir esta definição.
Estudos recentes propuseram maneiras de planejar e implementar soluções baseadas na natureza em áreas urbanas, enquanto as SbNs estão sendo cada vez mais incorporadas às principais políticas e programas nacionais e internacionais (por exemplo, política de mudança climática, leis, investimentos em infraestrutura, e mecanismos de financiamento), com crescente atenção a SbN pela Comissão Europeia desde 2013, como parte integrante da política de Pesquisa e Inovação da UE. A ONU também tentou promover uma mudança de perspectiva em relação ao SbN: o tema do Dia Mundial da Água 2018 foi "Natureza para a Água", enquanto o Relatório de Desenvolvimento Mundial da Água da ONU foi intitulado "Soluções baseadas na natureza para a água". A Cúpula de Ação Climática da ONU de 2019, por sua vez, destacou as soluções baseadas na natureza como um método eficaz para combater as mudanças climáticas e foi criada uma "Coalizão de Soluções Baseadas na Natureza", incluindo dezenas de países, liderada pela China e Nova Zelândia.

## Definição
A União Internacional para Conservação da Natureza (IUCN) define as Soluções baseadas na Natureza (SbN) como "ações para proteger, gerir sustentavelmente, e restaurar ecosssitemas naturais ou modificados, que abordam os desafios sociais de forma eficaz e adaptativa, proporcionando simultaneamente benefícios para o bem-estar humano e biodiversidade." Os relevantes desafios sociais incluem mudanças climáticas, segurança alimentar, redução de riscos de desastre e segurança hídrica.
A definição da Comissão Européia para SbN declara que essas soluções são "soluções inspiradas e sustentadas pela natureza, que são economicamente viáveis, proporcionam benefícios simultaneamente ambientais, sociais e econômicos e ajudam a aumentar a resiliência; estas soluções trazem um número maior e mais diversificado de características e processos naturais e da natureza às cidades, paisagens terrestres e marinhas, através de intervenções adaptadas aos locais, eficientes em termos de recursos e sistêmicas."
O sexto relatório do IPCC afirma que o termo Soluções baseadas na Natureza é "amplamente, mas não universalmente utilizado na literatura científica."
O termo Adaptação baseada em Ecossistemas (AbE) é "é uma estratégia de adaptação às mudanças climáticas que aproveita soluções baseadas na natureza e serviços ecossistêmicos [que] protege as comunidades vulneráveis de condições climáticas extremas, ao mesmo tempo em que fornece uma variedade de benefícios ecológicos tão cruciais para o bem-estar humano, como água limpa e alimentos.".

## Categorias
A União Internacional para a Conservação da Natureza propõe considerar as SbN como um conceito abrangente. Segundo ela, as SbN são classificadas em cinco categorias:
1. Restauradoras (restauração ecológica, restauração da paisagem florestal e engenharia ecológica);
2. Por objetivo (adaptação e mitigação baseada no ecossistema; redução de risco de desastres com base no ecossistema; serviços de adaptação climática);
3. Infraestrutura (infraestrutura natural e infraestrutura verde);
4. Gerenciamento (gerenciamento integrado de zonas costeiras e gestão de recursos hídricos);
5. Proteção (abordagens para gerenciamento de áreas de conservação ou outras medidas de conservação por imobilização de área).[18]

## Tipos
Os cientistas propuseram uma tipologia para caracterizar o SbN por meio de dois gradientes: 
1. Quanta engenharia da biodiversidade e dos ecossistemas está envolvida no SbN?; e
2. Quantos serviços ecossistêmicos e grupos são alvos de uma determinada SbN?

A tipologia destaca que as SbNs podem envolver ações muito diferentes nos ecossistemas (da proteção à gestão ou mesmo à criação de novos ecossistemas), e se baseia na suposição de que quanto maior o número de serviços e grupos visados, menor a capacidade de otimizar a entrega de cada serviço e, simultaneamente, atender às necessidades específicas de todos os grupos envolvidos.
Como tal, distinguem-se três tipos de SbN (existindo soluções híbridas ao longo deste gradiente, tanto no espaço como no tempo). Por exemplo, numa escala de paisagem, a mistura de áreas protegidas e geridas pode ser necessária para cumprir objetivos de multifuncionalidade e sustentabilidade:

### Tipo 1 – Intervenção mínima nos ecossistemas
O tipo 1 consiste em nenhuma ou mínima intervenção em ecossistemas, com os objetivos de manter ou melhorar a entrega de uma gama de serviços ecossistêmicos tanto dentro quanto fora desses ecossistemas conservados. Exemplos incluem a proteção de manguezais em áreas costeiras para limitar riscos associados a condições climáticas extremas; e o estabelecimento de áreas marinhas protegidas para conservar a biodiversidade dentro dessas áreas enquanto exporta peixes e outras biomassas para áreas de pesca. Esse tipo de SbN está conectado, por exemplo, ao conceito de reservas da biosfera.

### Tipo 2 – Algumas intervenções em ecossistemas e paisagens
O tipo 2 corresponde a abordagens de gestão que desenvolvem ecossistemas e paisagens sustentáveis e multifuncionais (gerenciados extensivamente ou intensivamente). Esses tipos melhoram a entrega de serviços ecossistêmicos selecionados em comparação ao que seria obtido por meio de uma intervenção mais convencional. Exemplos incluem planejamento inovador de paisagens agrícolas para aumentar sua multifuncionalidade; uso da agrobiodiversidade existente para aumentar a biodiversidade, conectividade e resiliência em paisagens; e abordagens para aprimorar espécies de árvores e diversidade genética para aumentar a resiliência da floresta a eventos extremos. Esse tipo de SbN está fortemente conectado a conceitos como agrofloresta.

### Tipo 3 – Gerir ecossistemas de forma extensiva
O tipo 3 consiste em gerenciar ecossistemas de maneiras muito extensas ou mesmo criar novos ecossistemas (por exemplo, ecossistemas artificiais com novos conjuntos de organismos para telhados e paredes verdes para mitigar o aquecimento da cidade e limpar o ar poluído). O tipo 3 está vinculado a conceitos como infraestruturas verdes e azuis e objetivos como restauração de áreas altamente degradadas ou poluídas e cidades mais verdes. Pântanos artificiais são um exemplo de um SbN tipo 3.

## Aplicações

### Mitigação e adaptação a mudanças climáticas
O Cúpula de Ação Climática da ONU 2019 destacou as SbN como método eficaz para combater as mudanças climáticas. Entre os exemplos de SbN neste contexto, podem ser incluídas a gestão de inundações, a restauração das defesas costeiras, fornecendo resfriamento local, restaurando o regimes naturais de fogo.
O Acordo de Paris recomenda que todos os interessados reconheçam o papel dos ecossistemas naturais em prover os serviços como os sumidouros de carbono. O artigo 5.2 exorta os participantes em adotar a conservação e o manejo sustentável das florestas como ferramentas para aumentar os estoques de carbono florestal; já o artigo 7.1 encoraja os participantes a fortalecer a resiliência e reduzir a vulnerabilidade à mudança do clima, com vistas a contribuir para o desenvolvimento sustentável e a assegurar uma resposta de adaptação adequada. O Acordo se refere a natureza (ecossistemas, recursos naturais, florestas) em 13 trechos distintos. Em uma análise profunda de todas as contribuições nacionalmente determinadas (NDCs), detectou-se que 130 NDCs ou 65% dos signatários se comprometeram a adotar soluções baseadas na natureza em seus compromissos climáticos, o que sugere um consenso amplo acerca do papel da natureza em ajudar a atingir as metas climáticas. No entanto, compromissos de alto escalão raramente são traduzidos em ações práticas e robustas na política cotidiana.
Outro estudo procurou mapear a efetividade das SbN na adaptação às mudanças climáticas. Artavés do estudo de 386, a pesquisa concluiu que as SbN são tão ou mais efetivas que métodos tradicionais de gerenciamento de inundações. Também concluiu que em 66% dos casos de adoção de SbN houve impactos positivos, em 24% os impactos foram mistos ou não mensuráveis, e em menos de 1% dos casos foram negativos.

### Áreas urbanas

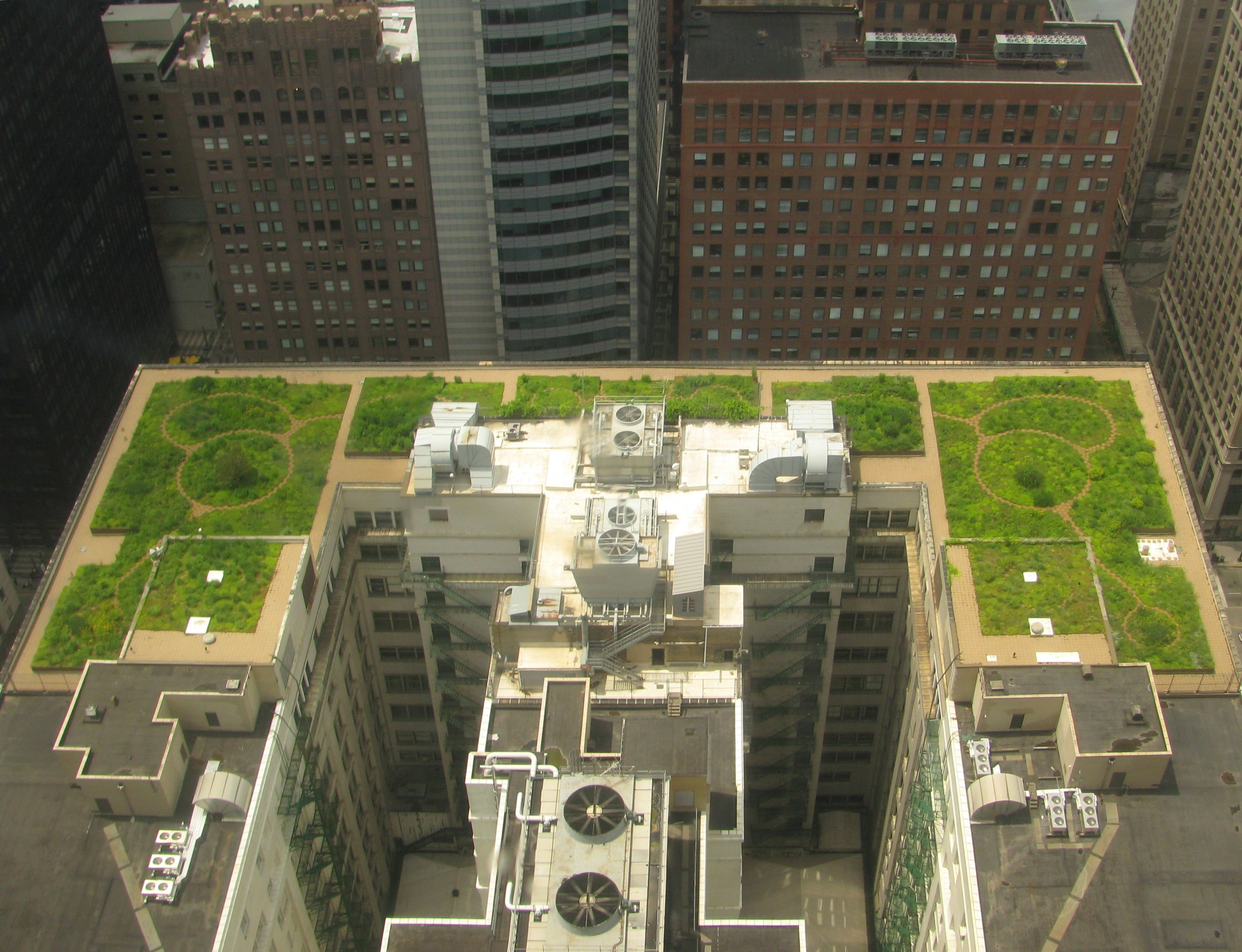
Exemplo de solução baseada na natureza para área urbana: telhado verde do Chicago City Hall. Um dos benefícios dessa tecnologia é mitigar os efeitos das ilhas de calor urbanas.

Desde 2017 muitos estudos vem propondo caminhos para a implantação de soluções baseadas na natureza em áreas urbanas. Há consenso a respeito da conciliação de estruturas tradicionais (infraestrutura cinza) em conjunto com a infraestrutura verde. Os estudos indicam que embora as SbN sejam muito efetivas na resiliência ante a inundações, elas não solucionam isoladamente o problema e precisam ser usadas em conjunto com a infraestrutura cinza. O uso singular de infraestrutura verde ou de infraestrutura cinza é menos efetivo do que seu uso conjunto. Quando as SbN são usadas junto com a infraestrutura cinza os benefícios transcendem o controle de inundações e melhoram as condições sociais, aumentam o sequestro de carbono e preparam as cidades para planejar a resiliência.

## Exemplos
- biorretenção (jardins de chuva)
- tetos verdes
- parques urbanos
- lagoas urbanas
- tanques de evapotranspiração
- energia geotérmica
- sistemas de captação de águas pluviais
- concreto verde